# ヒンドゥー暦

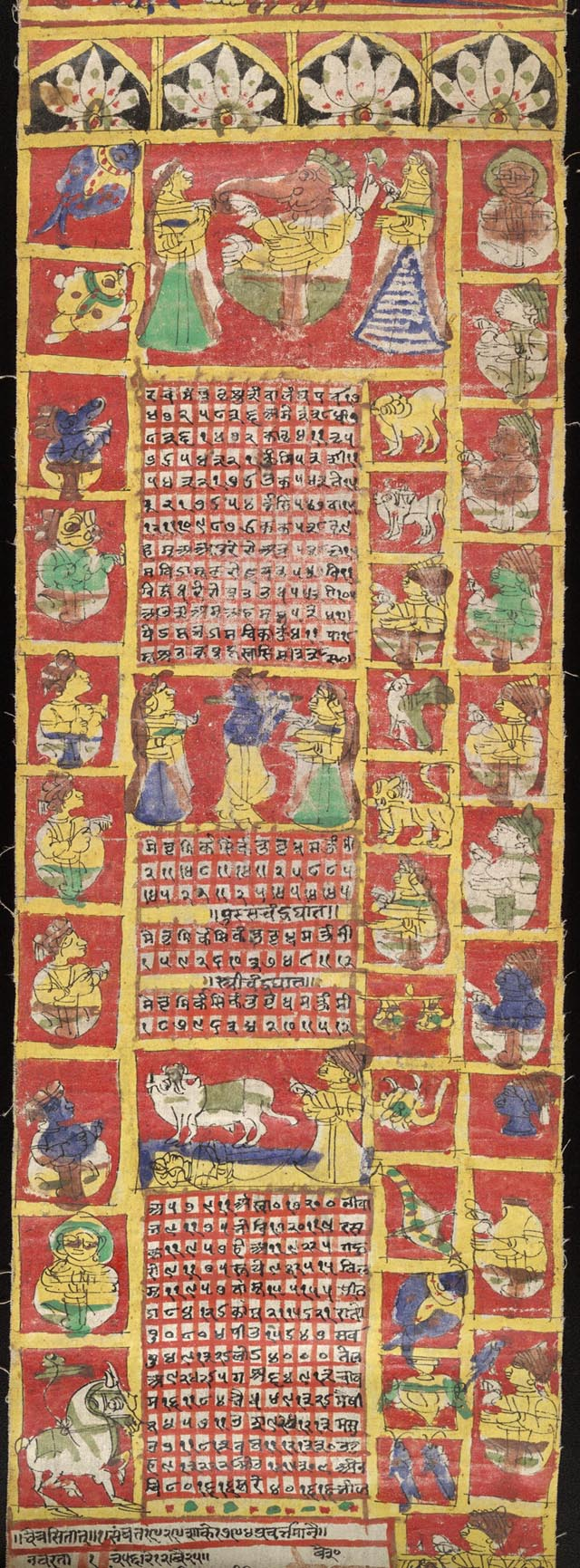
ヒンドゥー・カレンダー（西暦1871-72年）

ヒンドゥー暦、ヒンズー暦はインドの伝統的な暦法の総称である。太陰太陽暦に属するが、地域によってさまざまな変種がある。
インド政府は1957年にインド国定暦を制定した。インド国定暦は伝統的なサカ紀元を暦元としており、また伝統的な太陰月の月名を用いているが、伝統的な暦法と異なって純然たる太陽暦である。

## 概要
ヒンドゥー暦の計算根拠となる太陽や月の位置は、12世紀以前は時間的に等分されていた。例えば太陽月は太陽年の長さを12等分したものだった。しかし現在では天文学的に計算された太陽や月の真の黄経をもとに決定される。伝統的な暦は祭りの日付を知るために重要であり、毎年パンチャング（サンスクリット: pañjikā）と呼ばれる伝統的な暦が印刷される。
現在使われているインドの伝統的な暦には太陽暦も太陰太陽暦もあるが、太陽暦が使われている地方でも宗教的な目的では太陰太陽暦が使われる。

## 原理
インドの太陰太陽暦では、太陽の黄道上の位置をもとに決められる太陽月と、朔望月をもとに決められる太陰月・太陰日を使用する。
太陽月（ラーシ）は黄道十二宮と同様、黄道の上を太陽が30度動くごとに変化する。たとえば黄経が0度から30度までは白羊宮(Meṣa) にあたる。太陽月の長さは29日から32日の間になる。
太陰月（マーサ）は朔から望までを白分（シュクラ・パクシャ）、望から次の朔までを黒分（クリシュナ・パクシャ）と呼ぶ。ひとつの月を白分から始める方式をアマンタと呼び、主に南インドで用いられる。黒分から始まる方式をプールニマンタと呼び、主に北インドとオリッサ州で用いられる。プールニマンタの月はアマンタよりも半月早く始まる。太陰月の名称は、最初の朔の属する太陽月によって決定される。たとえば太陽が双魚宮にあるときに朔が起きれば、その月はチャイトラ月になる。ひとつの太陽月に朔が2回起きる場合、最初の朔を含む月は余月（アディカ・マーサ、英語版）と呼ばれ、閏月に相当する。また、まれではあるがひとつの太陽月に朔が一度も含まれない場合もあり、この場合はひとつ月がとばされる（欠月）。
太陰日（ティティ）は月と太陽の黄経の差によって太陰月を30等分したものを言う。15日が白分、15日が黒分に属し、それぞれ1から15までの番号がついている。（太陽）日の名前は日の出時の太陰月、白分・黒分、太陰日の名称に従う。ある日が前日と同じ日付になる場合（余日）や、日付が1日とぶ場合（欠日）がある。
年初を太陰月のどの月とするかは3種類があり、チャイトラ月（グレゴリオ暦の3-4月）から年が始まる方式がもっとも普通だが、アーシャーダ月（6-7月）から始まる方式やカールッティカ月（10-11月）から始まる方式もある。月が黒分から始まる方式では年初がチャイトラ月の白分から始まるため、ひとつの月の途中から新しい年がはじまることになる。

### 暦元
暦元のとり方にもさまざまなものがあるが、現在はシャカ（サカ）紀元（西暦78年）とヴィクラマ紀元（紀元前58年）の2種類がもっともよく用いられる。また、紀元を「0年」として満で数える方式と、「1年」として数えで数える場合の2種類がある。
例えばヴィクラマ暦（満）2050年の開始は、
- チャイトラ月の黒分を年初とした場合、1993年3月9日
- チャイトラ月の白分を年初とした場合、1993年3月24日
- カールッティカ月の白分を年初とした場合、1993年11月14日

になる。

### 月名称
サンスクリットの名称に従う。現代インド諸語では言語により名称が異なる。
1年を2ヶ月ずつの6季節に分けている。
| 太陽月名称 | 太陰月名称 | 季節    | グレゴリオ暦月 | 十二宮 |
| Meṣa       | Vaiśakha   | Vasanta | 4-5月          | 白羊宮 |
| Vṛṣabha    | Jyaiṣṭha   | Vasanta | 5-6月          | 金牛宮 |
| Mithuna    | Āṣāḍha     | Grīṣma  | 6-7月          | 双児宮 |
| Karkaṭa    | Śrāvaṇa    | Grīṣma  | 7-8月          | 巨蟹宮 |
| Siṃha      | Bhadra     | Varṣa   | 8-9月          | 獅子宮 |
| Kanyā      | Āśvina     | Varṣa   | 9-10月         | 処女宮 |
| Tulā       | Kārttika   | Śarad   | 10-11月        | 天秤宮 |
| Vṛścik‌‌‌a    | Agrahāyaṇa | Śarad   | 11-12月        | 天蠍宮 |
| Dhanu      | Pauṣa      | Hemanta | 12-1月         | 人馬宮 |
| Makara     | Māgha      | Hemanta | 1-2月          | 磨羯宮 |
| Kumbha     | Phālguna   | Śiśira  | 2-3月          | 宝瓶宮 |
| Mīna       | Caitra     | Śiśira  | 3-4月          | 双魚宮 |